# El Matmar
El Matmar (em árabe: المطمار) é uma comuna localizada na província de Relizane, Argélia. De acordo com o censo de 2008, a população total da cidade era de 17 442 habitantes.